# Toyota GR Yaris Rally1
Chronologie des modèles
Toyota Yaris WRC Aucun
La Toyota GR Yaris Rally1 est une voiture de rallye de la catégorie Rally1, produite par Toyota Gazoo Racing WRT depuis 2022, et engagée en championnat du monde des rallyes. Avec cette voiture, Toyota décroche le titre constructeur trois années consécutives, en 2022, 2023 et 2024, tandis que l'équipage Kalle Rovanperä et Jonne Halttunen s'impose au championnat pilote en 2022 et 2023.

## Historique

### Contexte

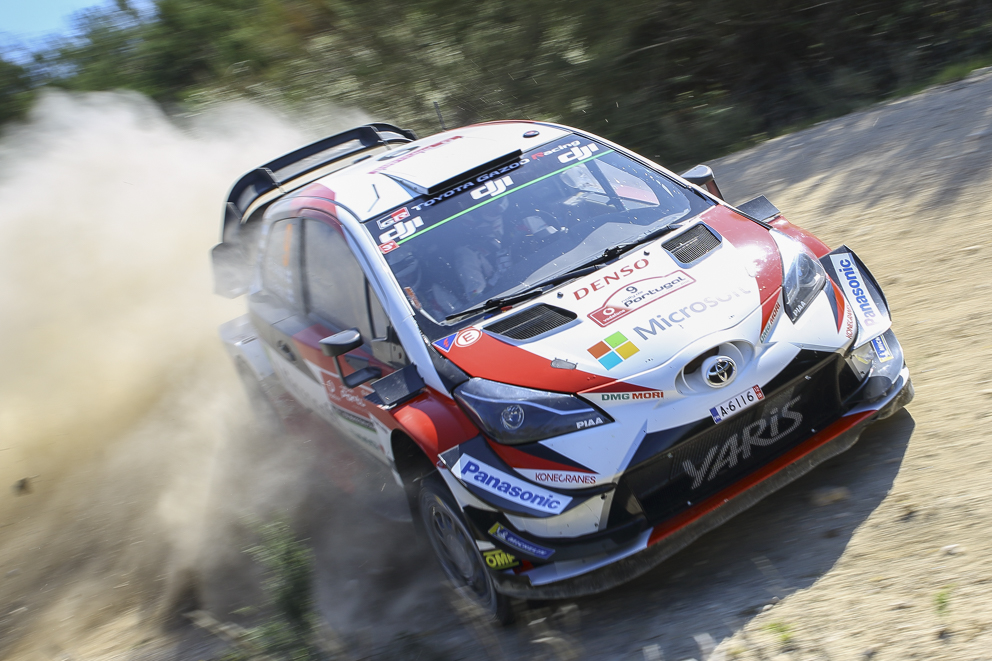
La Toyota Yaris WRC, ici utilisée par Esapekka Lappi et Janne Ferm au rallye du Portugal 2018, est la devancière de la Toyota GR Yaris Rally1.

Dès 2018, la Fédération internationale de l'automobile annonce son intention de simplifier la nomenclature des catégories de rallye, s'inspirant du système utilisé pour les Formules en monoplace. Le 14 juin 2019, le principal organe décisionnel de la FIA, le Conseil Mondial du Sport Automobile (CMSA), approuve l'introduction d'une nouvelle catégorie destinée à remplacer les World Rally Cars à partir de 2022, avec un cycle d'homologation de cinq ans. La principale innovation réside dans l'intégration d'un système hybride, dont les spécifications sont fixées pour les trois premières années, laissant place à une éventuelle plus grande liberté technique à partir de 2024. En décembre 2019, les principales directives du futur règlement technique sont officiellement approuvées par le conseil.
Toyota Gazoo Racing WRT, qui engage sa Toyota Yaris WRC (en) depuis 2017, doit ainsi créer un tout nouveau modèle respectant cette nouvelle réglementation.

### Conception et développement
Les spécifications Rally1 reposent sur de nouveaux châssis en acier, conçus pour être plus résistants et plus sécurisés, conformément aux réglementations de la FIA, avec un empattement réduit au minimum. Lors de la conception de la structure anti-collision des futurs modèles Rally1, les équipes de Toyota Gazoo Racing WRT, Hyundai Motorsport et M-Sport sollicitent la FIA pour établir un programme de tests collaboratif. L'objectif est de développer un système de sécurité standardisé pour toutes les équipes, régit par la FIA. Une seule série de crash-test est ainsi réalisée, par la FIA, au lieu de plusieurs tests par équipe. Les résultats de cette série de tests permettent de définir les exigences de conception en matière de sécurité, une fois partagée avec les constructeurs. En prenant en compte le volume intérieur de chacun des futurs modèles des trois équipes, ces derniers et la FIA conçoivent une cellule de sécurité universelle à toutes les voitures Rally1.
Toyota commence des tests avec un prototype de la future voiture, en mai 2021. Début novembre 2021, Toyota continue des tests sur des routes de gravier, en Catalogne. Plus tard, la marque réalise une série de tests dans les Alpes françaises pour poursuivre le développement de sa voiture. Le 24 novembre 2021, près de Gap, Elfyn Evans et son copilote Scott Martin font une sortie de route, endommageant la voiture au point qu'elle ne puisse être réparée à temps pour les premiers essais de Sébastien Ogier prévus le lendemain.

### Présentation, lancement et améliorations

#### Présentation
Le 15 janvier 2022, les trois équipes officielles engagées pour le championnat du monde des rallyes 2022 se réunissent à Salzbourg, au Hangar-7 de Red Bull Racing, promoteur de la compétition, pour une cérémonie de présentation officielle. À cette occasion, les équipes de Toyota Gazoo Racing WRT présentent la Toyota GR Yaris Rally1, celles de M-Sport Ford World Rally Team la Ford Puma Rally1 et celles de Hyundai Motorsport la Hyundai i20 N Rally1.

#### Saison 2023

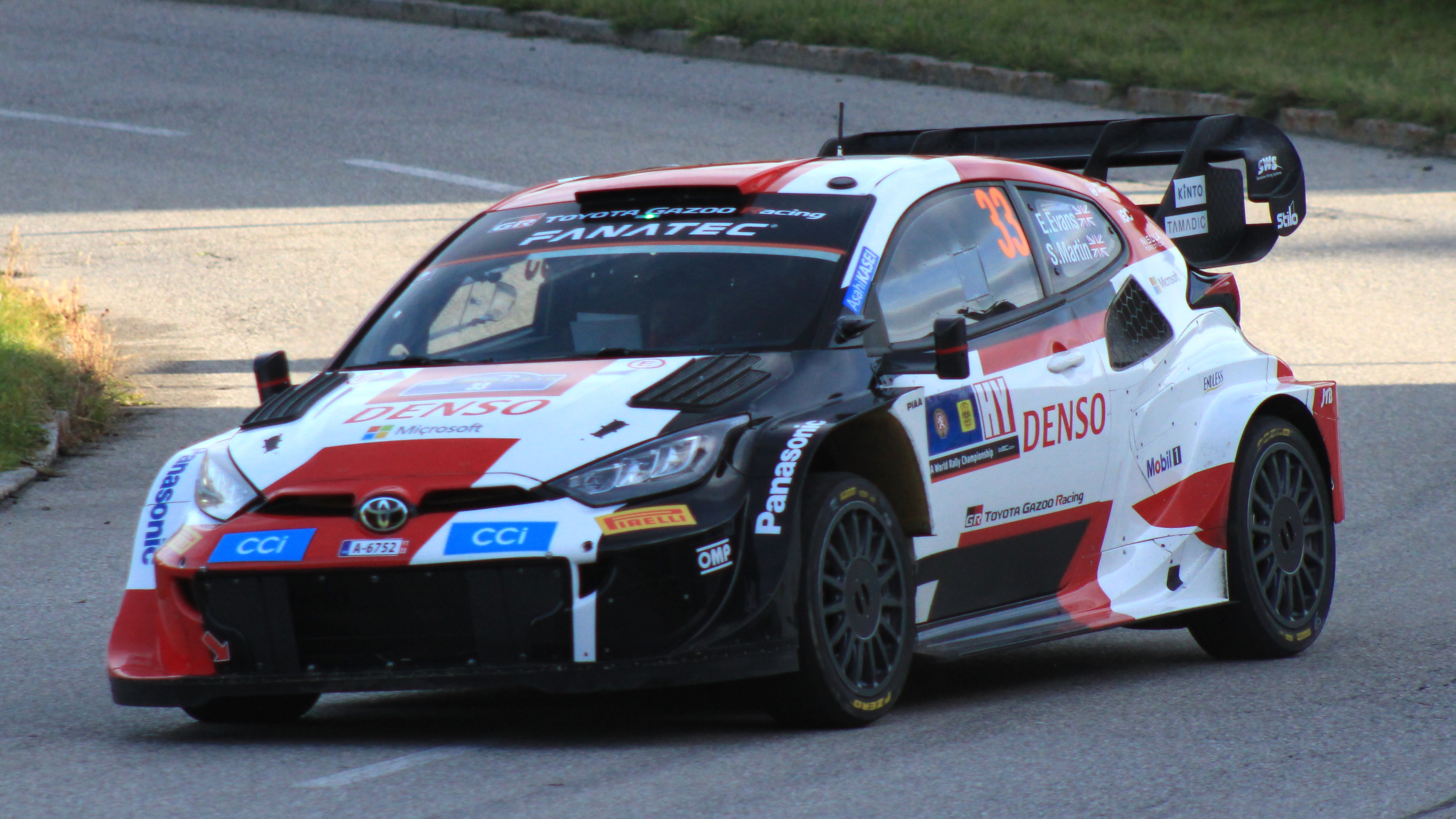
La Toyota GR Yaris Rally1 d'Elfyn Evans et Scott Martin, lors du rallye d'Europe Centrale 2023.

La version 2023 de la Toyota Yaris Rally1 bénéficie d'évolutions techniques visant à améliorer ses performances et son efficacité aérodynamique. Parmi les changements notables, l'aérodynamisme de la voiture est retravaillée avec des flancs redessinés, intégrant des prises d'air plus compactes afin d'optimiser les flux d'air et le refroidissement du moteur. L'aileron arrière est également repensé pour offrir une meilleure stabilité et un appui accru à haute vitesse. Sous le capot, le moteur est retravaillé pour délivrer davantage de couple, améliorant ainsi la motricité et la réactivité en sortie de virage.

#### Saison 2025
Afin de pallier la perte de puissance induite par la suppression de la motorisation hybride, Toyota procède à plusieurs ajustements mécaniques. Le constructeur japonais modifie notamment le système d'échappement et retravaille sur les arbres à cames afin d'améliorer les performances du moteur. Par ailleurs, l'étagement de la boîte de vitesses est également revu afin d'optimiser l'ensemble des performances. En raison du changement de réglementation, le diamètre de la bride d'admission d'air est réduit de 36 mm à 35 mm.

## Caractéristiques

### Chaîne cinématique

#### Motorisation
Comme pour les World Rally Cars précédentes, les moteurs des Rally1 doivent correspondre à la norme GRE, pour Global Motorsport Engine. Cette norme impose un moteur avec quatre cylindres en ligne turbocompressé, d'une cylindrée de 1,6 L développant une puissance maximale de 380 ch, et d'une masse maximale de 80 kg. L'alésage × course est de 83,8 × 72,5 mm.
| Modèle et boîte                       | Production  | Moteur                       | Cylindrée         | Puissance                      | Couple                 | 0 à 100 km/h | Vitesse maximale |
| ------------------------------------- | ----------- | ---------------------------- | ----------------- | ------------------------------ | ---------------------- | ------------ | ---------------- |
| Toyota GR Yaris Rally1 (boîte séq. 5) | 2022 - 2024 | 4 cylindres en ligne hybride | 1 600 cm3 (1,6 L) | 353 kW (480 ch) à 6 500 tr/min | 450 N m à 5 500 tr/min | < 4 s        | -                |

| Modèle et boîte                       | Production | Moteur               | Cylindrée         | Puissance                      | Couple              | 0 à 100 km/h | Vitesse maximale |
| ------------------------------------- | ---------- | -------------------- | ----------------- | ------------------------------ | ------------------- | ------------ | ---------------- |
| Toyota GR Yaris Rally1 (boîte séq. 5) | 2025       | 4 cylindres en ligne | 1 600 cm3 (1,6 L) | 280 kW (380 ch) à 6 500 tr/min | 425 N m à NC tr/min | -            | 201 km/h         |

### Mécanique

#### Suspensions

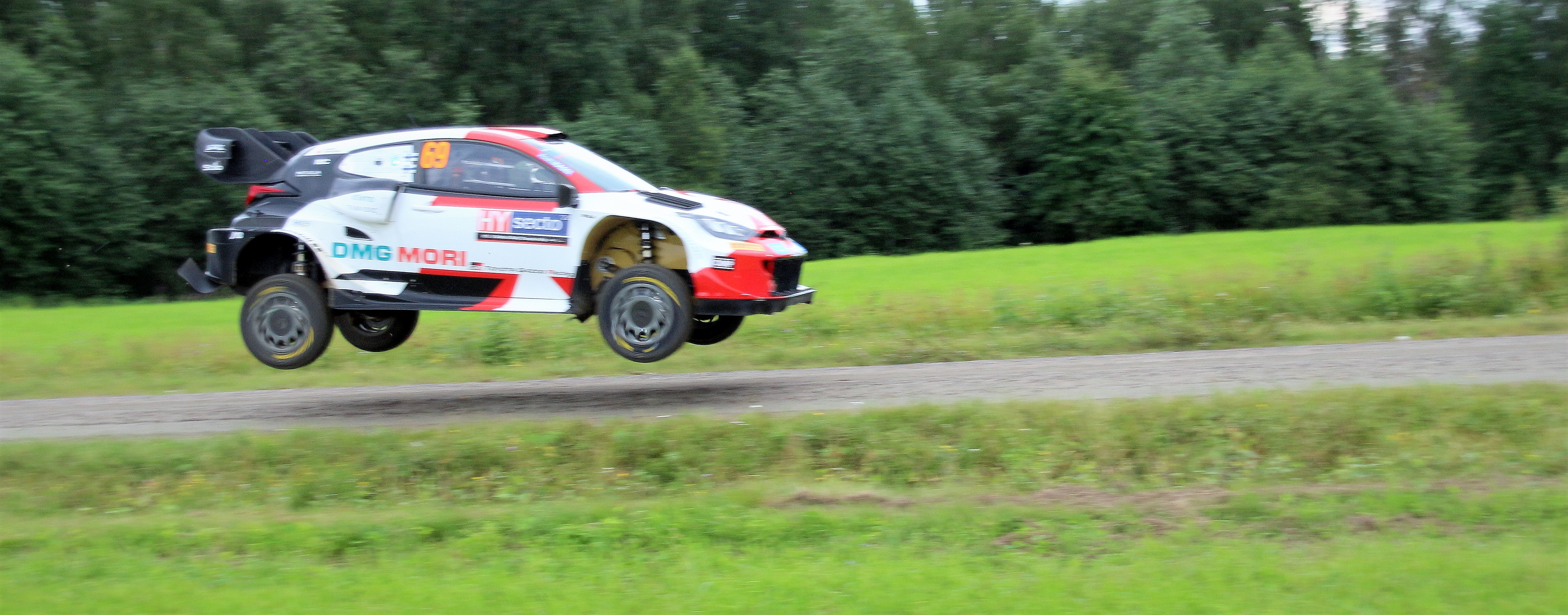
La Toyota GR Yaris Rally1 de Kalle Rovanperä et Jonne Halttunen, lors du rallye de Finlande 2022.

À l'avant et à l'arrière, la Yaris Rally1 repose sur des suspensions de type MacPherson, associées à des amortisseurs réglables, permettant de modifier les paramètres de suspension pour s'adapter aux spécificités des spéciales.

#### Freinage
Selon la réglementation commune à toutes les Rally1, le freinage est assuré par différents disques en fonction du type de surface où se déroule un rallye. Sur les rallyes disputés sur terre, des disques de frein de 300 mm de diamètre et 24 mm d'épaisseur refroidis par air sont utilisés. Des disques plus grands, de 370 mm de diamètre et 25 mm d'épaisseur, sont installés pour les épreuves sur asphalte, afin de répondre aux exigences spécifiques de ces terrains.

### Intérieur
Comme sur toutes les voitures homologuées en Rally1, le pot d'échappement de la Toyota GR Yaris Rally1 est positionné sur le côté droit du véhicule, à proximité des pieds et du siège du copilote. Ce placement est dicté par la présence de l'unité hybride, installée juste derrière l'équipage, obligeant les ingénieurs à déporter l'échappement afin de garantir un refroidissement optimal du système hybride. Comme sur la Ford Puma Rally1, pour limiter la chaleur émise à l'intérieur de l'habitacle, l'entièreté de l'échappement est recouverte de matériaux isolants visant à réduire la transmission thermique.

## Résultats en championnat du monde des rallyes

### 2022
| Pos. | Écurie                     | Pilote           | MON | SUE  | CRO | POR | ITA | SAF | EST | FIN | YPR | GRE  | NZL  | CAT | JPN | Points |
| ---- | -------------------------- | ---------------- | --- | ---- | --- | --- | --- | --- | --- | --- | --- | ---- | ---- | --- | --- | ------ |
| 1er  | Toyota Gazoo Racing WRT    | Elfyn Evans      | 21e | Abd. | 5e  | 2e  | 40e | 2e  | 2e  | 4e  | 2e  | Abd. | Abd. | 6e  | 5e  | 257    |
| 1er  | Toyota Gazoo Racing WRT    | Esapekka Lappi   | -   | 3e   | 49e | -   | 44e | -   | 6e  | 3e  | 3e  | 22e  | -    | -   | -   | 257    |
| 1er  | Toyota Gazoo Racing WRT    | Sébastien Ogier  | 2e  | -    | -   | 51e | -   | 4e  | -   | -   | -   | -    | 2e   | 1er | 4e  | 257    |
| 1er  | Toyota Gazoo Racing WRT    | Kalle Rovanperä  | 4e  | 1er  | 1er | 1er | 5e  | 1er | 1er | 2e  | 62e | 15e  | 1er  | 3e  | 12e | 257    |
| 4e   | Toyota Gazoo Racing WRT NG | Takamoto Katsuta | 8e  | 4e   | 6e  | 4e  | 6e  | 3e  | 5e  | 6e  | 5e  | 6e   | Abd. | 7e  | 3e  | 138    |

### 2023
| Pos. | Écurie                  | Pilote             | MON | SUE  | MEX | CRO | POR  | ITA | SAF | EST | FIN  | GRE | CHI | EUR | JPN | Points |
| ---- | ----------------------- | ------------------ | --- | ---- | --- | --- | ---- | --- | --- | --- | ---- | --- | --- | --- | --- | ------ |
| 1er  | Toyota Gazoo Racing WRT | Elfyn Evans        | 4e  | 5e   | 3e  | 1er | Abd. | 4e  | 3e  | 4e  | 1er  | 2e  | 3e  | 31e | 1er | 548    |
| 1er  | Toyota Gazoo Racing WRT | Sébastien Ogier    | 1er | -    | 1er | 5e  | -    | 14e | 1er | -   | -    | 10e | -   | 4e  | 2e  | 548    |
| 1er  | Toyota Gazoo Racing WRT | Kalle Rovanperä    | 2e  | 4e   | 4e  | 4e  | 1er  | 3e  | 2e  | 1er | Abd. | 1er | 4e  | 2e  | 3e  | 548    |
| 1er  | Toyota Gazoo Racing WRT | Takamoto Katsuta   | 6e  | Abd. | 23e | 6e  | 33e  | 40e | 4e  | 7e  | 3e   | 6e  | 5e  | 5e  | 5e  | 548    |
| -    | Toyota Gazoo Racing WRT | Lorenzo Bertelli   | -   | 14e  | -   | -   | -    | -   | -   | -   | -    | -   | -   | -   | -   | -      |
| -    | Toyota Gazoo Racing WRT | Jari-Matti Latvala | -   | -    | -   | -   | -    | -   | -   | -   | 5e   | -   | -   | -   | -   | -      |

### 2024
| Pos. | Écurie                  | Pilote           | MON | SUE | SAF | CRO | POR | ITA | POL   | FIN | FIN  | GRE | CHI   | EUR  | JPN | Points |
| ---- | ----------------------- | ---------------- | --- | --- | --- | --- | --- | --- | ----- | --- | ---- | --- | ----- | ---- | --- | ------ |
| 1er  | Toyota Gazoo Racing WRT | Sébastien Ogier  | 2e  | -   | -   | 1er | 1er | 2e  | Forf. | 2e  | 1er  | 13e | 36e   | Abd. | 2e  | 561    |
| 1er  | Toyota Gazoo Racing WRT | Takamoto Katsuta | 7e  | 45e | 2e  | 5e  | 29e | 35e | 8e    | 6e  | 41e  | 30e | Forf. | 4e   | 4e  | 561    |
| 1er  | Toyota Gazoo Racing WRT | Elfyn Evans      | 3e  | 2e  | 4e  | 2e  | 6e  | 4e  | 2e    | 5e  | Abd. | 18e | 2e    | 2e   | 1er | 561    |
| 1er  | Toyota Gazoo Racing WRT | Kalle Rovanperä  | -   | 39e | 1er | -   | 31e | -   | 1er   | 1er | Abd. | -   | 1er   | -    | -   | 561    |
| -    | Toyota Gazoo Racing WRT | Lorenzo Bertelli | -   | 10e | -   | -   | -   | -   | -     | -   | -    | -   | -     | -    | -   | -      |
| -    | Toyota Gazoo Racing WRT | Sami Pajari      | -   | -   | -   | -   | -   | -   | -     | -   | 4e   | -   | 6e    | Abd. | -   | -      |

### 2025
| Pos. | Écurie                   | Pilote           | MON  | SUE   | SAF  | ESP  | POR | ITA | GRE | EST | FIN | PAR | EUR | JPN | KSA | Points |
| ---- | ------------------------ | ---------------- | ---- | ----- | ---- | ---- | --- | --- | --- | --- | --- | --- | --- | --- | --- | ------ |
| -    | Toyota Gazoo Racing WRT  | Kalle Rovanperä  | 4e   | 5e    | Abd. | 1er  | 3e  | 3e  |     |     |     |     |     |     |     | -      |
| -    | Toyota Gazoo Racing WRT  | Elfyn Evans      | 2e   | 1er   | 1er  | 3e   | 6e  | 4e  |     |     |     |     |     |     |     | -      |
| -    | Toyota Gazoo Racing WRT  | Sébastien Ogier  | 1er  | -     | -    | 2e   | 1er | 1er |     |     |     |     |     |     |     | -      |
| -    | Toyota Gazoo Racing WRT  | Takamoto Katsuta | Abd. | 2e    | Abd. | 4e   | 5e  | 5e  |     |     |     |     |     |     |     | -      |
| -    | Toyota Gazoo Racing WRT  | Lorenzo Bertelli | -    | Forf. | -    | -    | -   | -   |     |     |     |     |     |     |     | -      |
| -    | Toyota Gazoo Racing WRT2 | Sami Pajari      | Abd. | 7e    | 4e   | Abd. | 7e  | 7e  |     |     |     |     |     |     |     | -      |

## Dans la culture populaire

### Jeux vidéo
Plusieurs jeux vidéo permettent de se mettre au volant d'une Toyota GR Yaris Rally1, comme WRC Generations (2022), EA Sports WRC (2023), et Real Racing 3 (2013).

## Liens Externes
- (en) Site officiel
- Ressource relative au sport :   - Juwra
- Toyota GR Yaris Rally1 sur eWRC-results.com